# Eurybia sibirica
Aster de Sibérie, Aster arctique
Espèce
Eurybia sibirica, communément connue sous le nom d’Aster de Sibérie ou Aster arctique, est une espèce de plantes à fleurs de la famille des Asteraceae. Son aire de répartition s'étend du nord-ouest de l'Amérique du Nord et de l'Eurasie septentrionale, depuis la Scandinavie jusqu'au Canada.

## Description
Ce sont des plantes herbacées vivaces.

## Liste des sous-espèces et variétés
Selon The Plant List (7 août 2014) :
- sous-espèce Eurybia sibirica subsp. subintegerrima (Trautv.) Greuter

Selon Tropicos (7 août 2014) (Attention liste brute contenant possiblement des synonymes) :
- variété Eurybia sibirica var. gigantea (Hook.) G.L. Nesom
- variété Eurybia sibirica var. sibirica
- variété Eurybia sibirica var. subintegerrima (Trautv.) G.L. Nesom

## Réparation et habitat

### Répartition
Eurybia sibirica est présente dans les régions subarctiques, notamment au nord-ouest de l'Amérique du Nord, et dans le Nord eurasien. Elle est commune dans le Nord de la Russie, en Mongolie, dans le nord du Japon et dans la province du Heilongjiang en Chine.

#### Amérique du Nord
L'espèce se rencontre dans les provinces occidentales du Canada, notamment dans l'Alberta, la Colombie britannique et les trois provinces arctiques, tout comme aux États-Unis, dans les États de Washington, Idaho et Montana.

#### Scandinavie
On en trouve en un seul endroit en Norvège, à Røros près du lac Aursunden. C'est la botaniste Thekla Resvoll qui les y a découvertes en 1897. C'est le seul endroit connu où elles se trouvent en Scandinavie. Eurybia sibirica a failli disparaître de  Norvège en raison de divers travaux entre autres hydroélectriques en 1922. Il ne restait en 1975 que quatre spécimens. Des mesures de protection furent prises, mesures qui portèrent leurs fruits puisqu'on dénombrait 800 spécimens en 1988.